# Lina Millefleurs
Lina Millefleurs, née Carla Tillosi, est une actrice italienne, active dans le cinéma muet au cours entre 1915 et 1921.

## Biographie
Lina Millefleurs est apparue dans une trentaine de films muets pour Milano Films au cours des années 1910, dont plusieurs produits par la société Milano Films.

## Filmographie
- 1915 : Debito di sangue (court métrage) de Salvatore Aversano
- 1915 : Il vortice de Salvatore Aversano
- 1915 : L’appétit vient en mangeant (L'appetito vien mangiando) (court métrage)[4] d'Eugenio Perego
- 1915 : Fiamme nell'ombra (court métrage) de Baldassarre Negroni
- 1915 : La farfalla dalle ali d'oro d'Augusto Genina
- 1915 : Una donna di spirito de Guglielmo Zorzi
- 1916 : Héroïsme d'Italienne (Pro patria)
- 1916 : Senza peccato (court métrage) d'Alfredo Robert
- 1916 : Amanda de Giuseppe Sterni : Amanda
- 1916 : Il vindice (court métrage) d'Eugenio Perego
- 1916 : La cattiva stella d'Eugenio Perego
- 1916 : Le Courrier du Mont-Cenis (Il vetturale del Moncenisio)[5]de Leopoldo Carlucci
- 1916 : Verso l'arcobaleno d'Eugenio Perego
- 1916 : Les Yeux qui s'ouvrent (La pupilla riaccesa)[6] d'Eugenio Perego
- 1916 : La Double Partie (Partita doppia)[7] d'Eugenio Perego
- 1916 : Sentieri della vita! de Carlo Strozzi
- 1917 : La voragine de Romolo Bacchini
- 1917 : Così è la vita d'Eugenio Perego
- 1917 : Tristi amori de Giuseppe Sterni
- 1917 : Patto giurato d'Alfredo Robert
- 1918 : Le Triomphe de la mort (Il trionfo della morte) de Domenico Gaido
- 1919 : Il bacio di Dorina de Giulio Antamoro
- 1919 : La bella e la bestia d'Umberto Fracchia
- 1919 : La casa che brucia de Mario Corsi
- 1919 : Le tre primavere d'Alfredo De Antoni
- 1919 : Le Maître de forges (Il padrone delle ferriere) d'Eugenio Perego : Athenaïde Moulinet
- 1920 : Sei mia ! d'Umberto Fracchia
- 1920 : La Sonate à Kreutzer d'Umberto Fracchia
- 1921 : La scimitarra di Barbarossa de Mario Corsi